# 石門市
石門市是中華民國大陸時期，北洋政府、伪中华民国临时政府、國民政府先后设置的市。1947年12月，中共政权改名为石家庄市。做为中華民國公告疆域行政區劃中的56個省轄市之一，保留至2005年。

## 历史

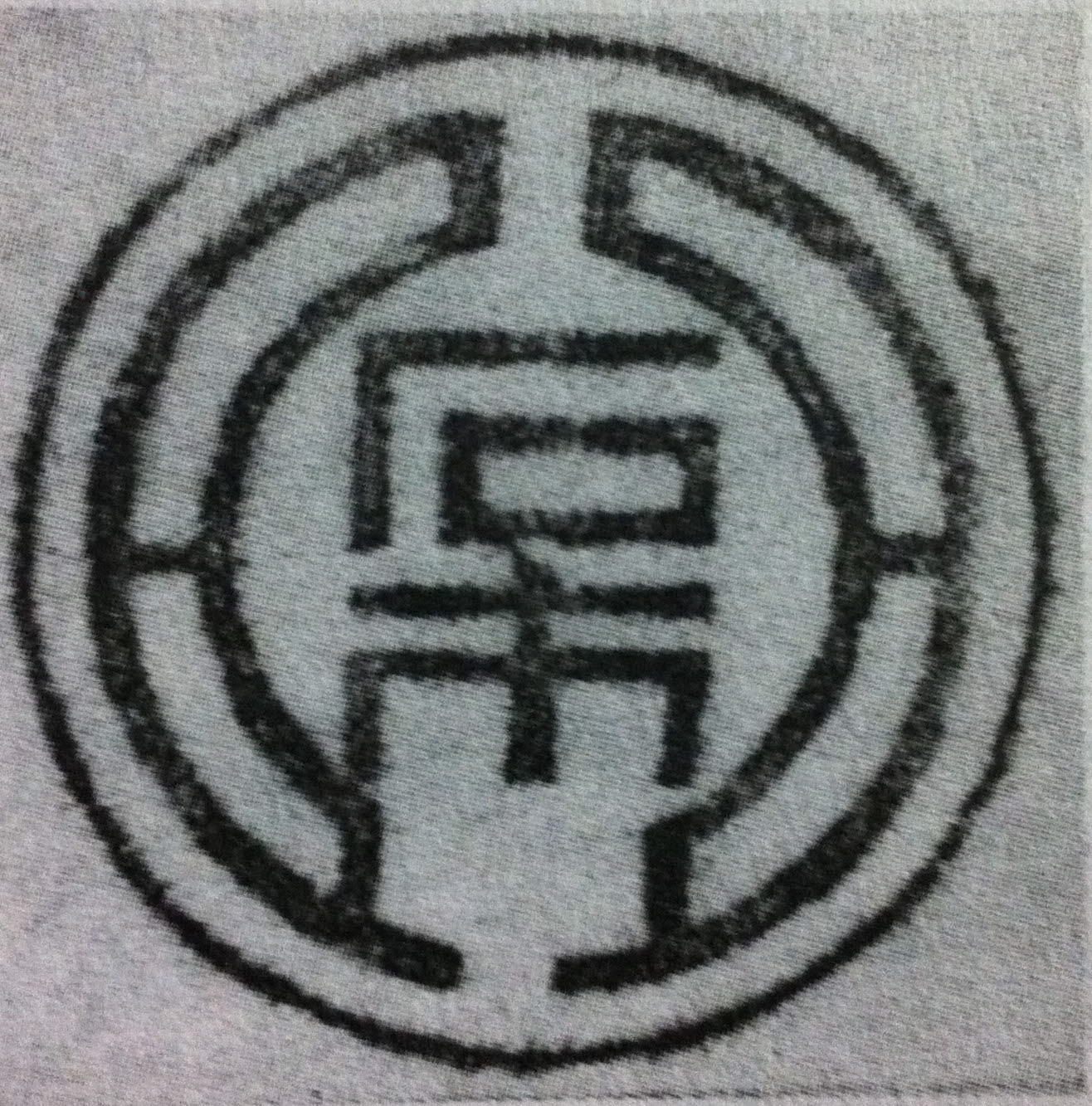
日占时期石门市市徽

1925年8月，北洋政府以石（家）庄、休门两村合并为石门市（今石家庄市仍有休门街道），为自治性质，设立市政公所。1929年，國民政府撤销石门市政公所，由公安局管理，行政上归属获鹿县:148。
1937年10月，侵华日军攻占石门地区。1938年1月15日，设立市公署筹备处。1939年10月7日，伪中华民国临时政府行政委员会据“石门地方既据查报地属冲要，政治、军事、经济上均具有特殊情形”，令准设市:148。
1940年1月31日，第55次省政会议议决以该市市街区域为该市行政区域。该行政区域“乃于日本军入城当时，为维持治安而划归为石家庄者。石门市筹备处成立后，亦有直接、间接之关系，乃既成之区域也。”:148。
1945年8月，日本投降，第一战区司令胡宗南令侯如墉率领新编第五军第十二旅，以第一战区先遣军名义收复石门。8月28日，侯如墉部进入石门。11月，國民政府委派接收石门的河北省第十一区专员高挺秀抵达石门，由此成立河北省十一区专员公署、石门市政管理处，分别接收伪真定道公署及伪石门市政府，以及有关的日本机关、寺院、学校等。
1945年10月，國民革命軍第三軍进驻石门。第三軍军长罗历戎抵达石门后，建立石门市警察局。警察局设3科2室、侦辑队、保安警卫队、义勇警察队和6个公安分局、7个派驻所，约千人。市区设一分局和二分局。
1946年5月，河北省政府派尹文堂出任石门市长，接收石门市政管理处，成立石门市政府。市长之下设主任秘书一人，协助市长处理日常行政事务。市政府内先后设置人事科、总务科、民政科、财政科、建设科、教育科、社会科、田粮科、地产利、兵役科。直属科室工作人员约100多人。此后，石门市政府为了经营管理接收的日伪企业，还成立公营事业管理处，直接管理自来水公司、制冰厂、酱油厂等企业。另设税务征收所，统管全市的征税工作。
國民革命軍第三軍军长罗历戎为统一石门党政军，临时成立石门地区联席汇报会议，由他主持会议。其他参会人员有：第三军副军长杨光钰、军参谋长肖健、副参谋长吴铁铮、军政治部主任彭家贤、副主任宋文翰、警备司令刘英、国民党河北省党部委员兼市党部主任刘昌模、十一区行政专员牛英铨、市长尹文堂、警察局长刘清池、铁路局长杨毅、路特别党部张耀明、铁路运输指挥官张宗泽、市三青团主任刘国央、井陉矿负责人莫砚农等。
1947年5月，國民政府核准设置石门市:115。11月12日，石家庄战役结束，中国人民解放军占领石门市，成为解放军“夺取大城市之创例”。总司令朱德指，“石家庄是解放军收复的第一座城市，其意义不仅在于军事方面，同时也在政治方面。我们不仅要学会打城市，还要学会恢复和管理城市。”
石家庄战役前夕，中共中央工委和中共晋察冀中央局已从中央机关和各根据地抽调干部，组成中共石门市委、石门市政府和石门市警备司令部。1947年11月14日，以市长柯庆施的名义发布布告，奉晋察冀边区行政委员会的命令，石门市市长就职开始工作。1947年11月至1949年8月，举行石门市首届人民代表大会，建立人民政权。当时，石门市隶属于晋察冀边区。
1947年12月26日，市政府正式发出通告《秘字第壹號》，改石门市为石家庄市，公布新的行政区划。将原来的市内两区划分为四区，平漢路西、朝阳路（现中山西路）北为第一区；平汉路西、朝阳路南为第二区；平汉路东、解放大街（即原解放路，现中山东路）以南为第三区；平汉路以东、解放大街以北地区为第四区。郊区各区区划不变，依次改原来的三、四、五、六区为五、六、七、八区。

## 人口
1946年5月的人口统计，石门全市39626户。其中，各业工人16150人，占总人口的9%；大小商户5000余户，2.1万余人，占11.7%；农业人口97640人，占54.2%；军政人员3万多人，约占16%。各类特务人员有1400多人，加上国民党员、三青团员、逃亡地主、还乡团等，共计约有1.4万人，占7%。
1947年，中華民國內政部编撰的《中華民國行政區域簡表》中，市域面积约为121.8平方公里，人口217327人:115。